# Hospital Colônia Doutor João Machado
O Hospital Colônia Doutor João Machado (HCJM), ou simplesmente Hospital Dr. João Machado (HJM), que está localizado no bairro do Tirol em Natal, é o maior hospital psiquiátrico do estado do Rio Grande do Norte.
Este hospital recebe urgências psiquiátricas de todo o estado. Fora idealizado para ficar afastado do centro da cidade e abrigar pessoas que necessitam de tratamento/atenção especial. Foi inaugurado dia 15 de janeiro de 1957 e contou com a presença do presidente Juscelino Kubitschek.